# Sommelier

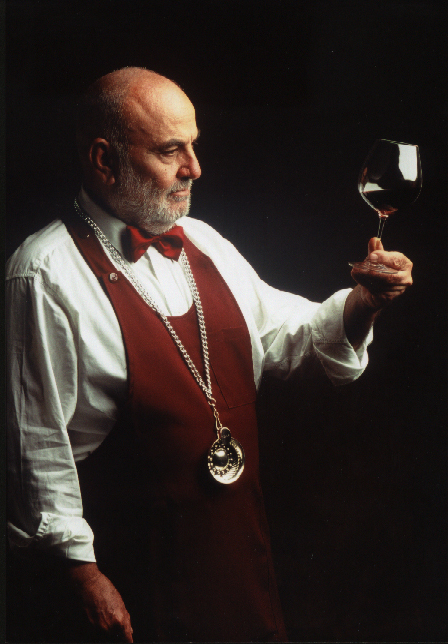
Sommelier dokonujący optycznej oceny wina, ze specjalnym naczyniem na piersi

Sommelier – wyspecjalizowany kelner zajmujący się doborem oraz serwowaniem win w restauracji. Zwykle do jego zadań należy także komunikacja z gośćmi restauracji, doradztwo w zakresie walorów sensorycznych wina czy dobór do danej potrawy. Może być odpowiedzialny za zamawianie tego trunku i układanie karty win.
Czasami sommelier zajmuje się także innymi niż wina napojami alkoholowymi, a swoją działalność może prowadzić również poza restauracją, np. w sklepie z winem. 
Zawód ten różni się od innych profesji związanych z winem, takich jak kiper czy enolog, choć terminy te bywają używane zamiennie. W rzeczywistości każda z tych profesji ma odmienny zakres obowiązków i wymaga innych kwalifikacji. Sommelierzy znajdują zatrudnienie w restauracjach, hotelach, na statkach wycieczkowych oraz w specjalistycznych sklepach z winem. Zawód ten jest szczególnie popularny w krajach o rozwiniętej kulturze winiarskiej, takich jak Francja, Włochy i Hiszpania.